# 张崖
张崖（?—?），南朝梁、南朝陈晋陵郡（今江苏省常州市）人。
张崖精通《三礼》，传《三礼》于同郡刘文绍。梁朝历任王府中记室。陈文帝天嘉元年，为尚书仪曹郎。扩充沈文阿《仪注》，撰五礼。出为丹阳县令、王府谘议参军。御史中丞宗元饶表荐为国子博士。